# Kockengen
Kockengen is een dorp en voormalige gemeente in de Nederlandse provincie Utrecht, in de gemeente Stichtse Vecht. Tot Kockengen behoren ook de buurtschappen Gieltjesdorp, Laag-Nieuwkoop, Portengen, Portengense Brug en Spengen.
Van oorsprong is Kockengen een boerendorp, maar tegenwoordig is er ook veel nieuwbouw. De plaats heeft 3.450 inwoners (2023).

## De naam Kockengen
De naam Kockengen is afkomstig van Cocagne, de Franse naam voor Luilekkerland, dat ook wel het land van Kokanje wordt genoemd. De bisschop van Utrecht gaf ten tijde van de Grote Ontginning in het huidig Groene Hart gebieden uit om deze te ontginnen. Om de pioniers aan te lokken gaf hij aantrekkelijke namen aan deze gebieden. Op dezelfde wijze is Kamerik afgeleid van Kamerijk, Spengen van Spanje, Portengen van Bretagne, Demmerik van Denemarken en Kortrijk (langs de rijksweg A2) van de Belgische stad Kortrijk.

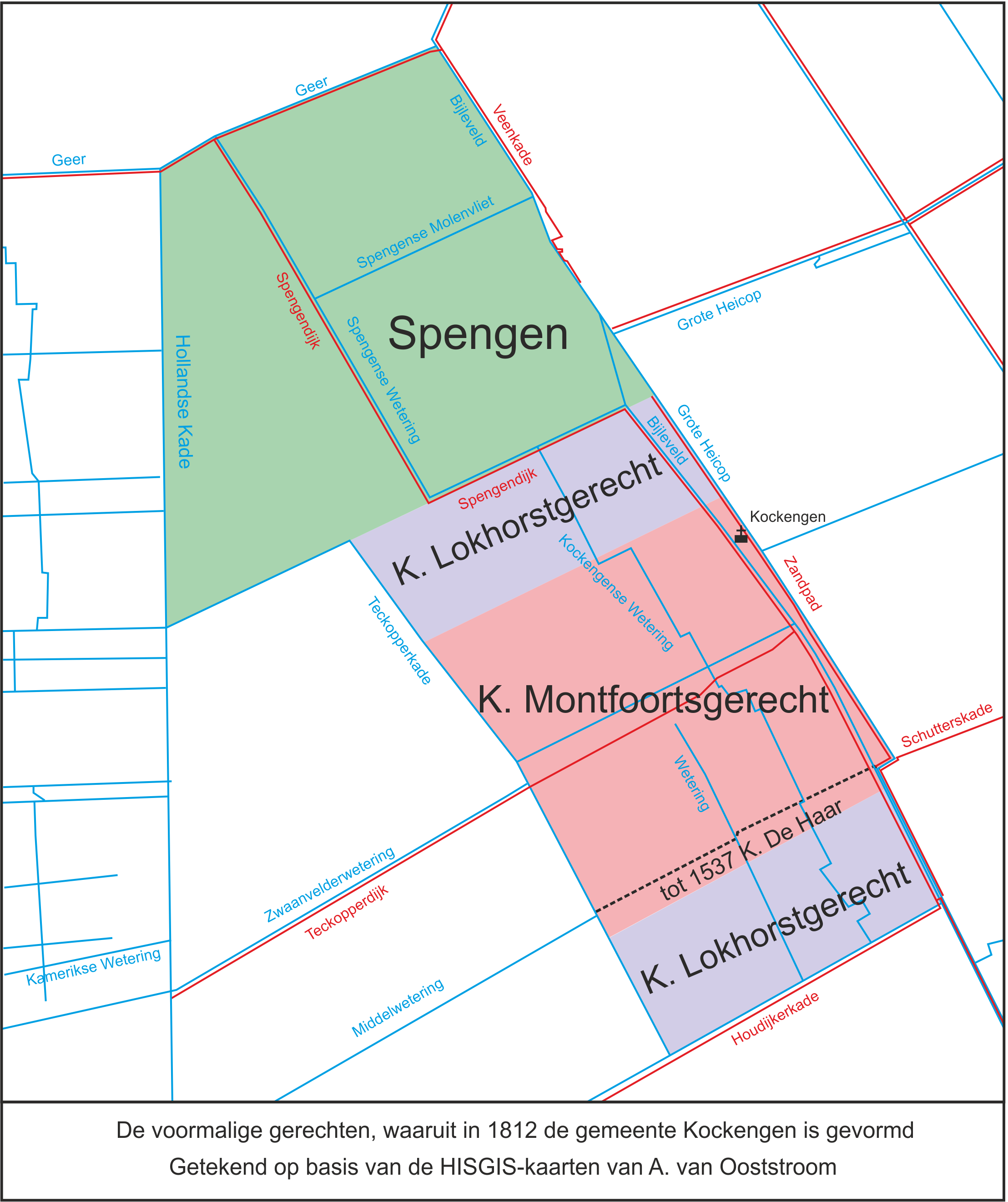

## Bestuurlijke indeling
Tijdens de Republiek der Zeven Verenigde Nederlanden was de organisatie van het bestuur vrijwel niet veranderd. De latere gemeente Kockengen was verdeeld in drie gerechten, die in particuliere handen waren. Na de instelling van de Bataafse Republiek in 1795 kwam het tot een grote reorganisatie op plaatselijk niveau. Er werd een gemeente Kockengen gevormd uit de zeven gerechten Kockengen-Montfoort, Kockengen-Lockhorst, Spengen, Portengen-Zuideinde, Gieltjesdorp, Laag-Nieuwkoop en Loefsgerecht van Ruwiel. In 1798 wordt het gebied verkleind tot vier gerechten: Kockengen-Montfoort, Kockengen-Lockhorst, Spengen en Laag-Nieuwkoop. Omdat de ingrijpende veranderingen niet werkbaar bleken, werd de oude situatie in 1801 hersteld. Nadat in 1810 Nederland was ingelijfd bij Frankrijk, werd er op 1 januari 1812 opnieuw een herindeling doorgevoerd. Er werd weer een gemeente Kockengen gevormd, nu uit drie voormalige gerechten. Het was de combinatie van 1798, maar nu zonder Laag-Nieuwkoop. Op 1 mei 1942 werd de gemeente Laag-Nieuwkoop opgeheven en bij Kockengen gevoegd. Op 1 januari 1989 werd Kockengen bij Breukelen gevoegd en met Breukelen kwam het op 1 januari 2011 bij Stichtse Vecht.

## Bezienswaardigheden
Bezienswaardigheden zijn de Nederlands Hervormde Kerk uit de 15e eeuw en de historische kern die tussen de twee kanalen de Heicop en de Bijleveld is te vinden. Het dorp telt 35 rijksmonumenten. Het cope-landschap met smalle stroken ontgonnen land rond het dorp vindt zijn oorsprong bij de ontginningen in de 13e eeuw. Even ten zuiden van het dorp staat de Kockengense Molen, een poldermolen uit 1675. In de buurtschap Spengen staat de Spengense Molen.
Kockengen heeft een polderreservaat waar vrijwilligers van de Natuurgroep Kockengen werken om vooral rietvogels te laten terugkeren. De roerdomp is een van de gewilde vogels in het gebied. Er zijn ook enkele zwarte sterns die er regelmatig broeden.

## Monumenten
De historische kern van Kockengen is een beschermd dorpsgezicht. Er zijn inmiddels weer ongeveer 20 nesten van zwarte sterns.
Zie ook
- Lijst van rijksmonumenten in Kockengen
- Lijst van gemeentelijke monumenten in Kockengen

## Sport en recreatie
Kockengen is gelegen aan de Europese wandelroute E11, ter plaatse ook wel Marskramerpad geheten. Ook ligt Kockengen aan het Floris V-pad, een wandelroute van Muiden naar Bergen op Zoom.
Het dorp heeft een zwembad, genaamd de Koet. Hier wordt een jaarlijks muziekfestival, Koetstock, gehouden. Er is ook een sporthal en er zijn diverse middenstanders.

### Verenigingen
- ESDO - korfbal
- LT Kockengen - tennis
- VVK - voetbal
- PVSV - polsstokverspringen
- WIK - tafeltennis
- LbnK - wielrennen en andere buitensporten
- CPJ Kockengen - Christelijke Plattelands Jongeren
- Cratos - volleybal

## Geboren
- Cornelis Bellaar Spruyt (1842-1901), wetenschapper
- Cor van Oel (1899-1979), kunstschilder
- Gerard Vianen (1944-2014), wielrenner
- Janneke Vos (1977), wielrenster
- Annemieke Kiesel-Griffioen (1979), voetbalster

## Zie ook

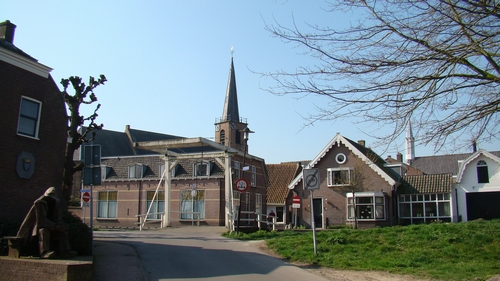
Dorpskern
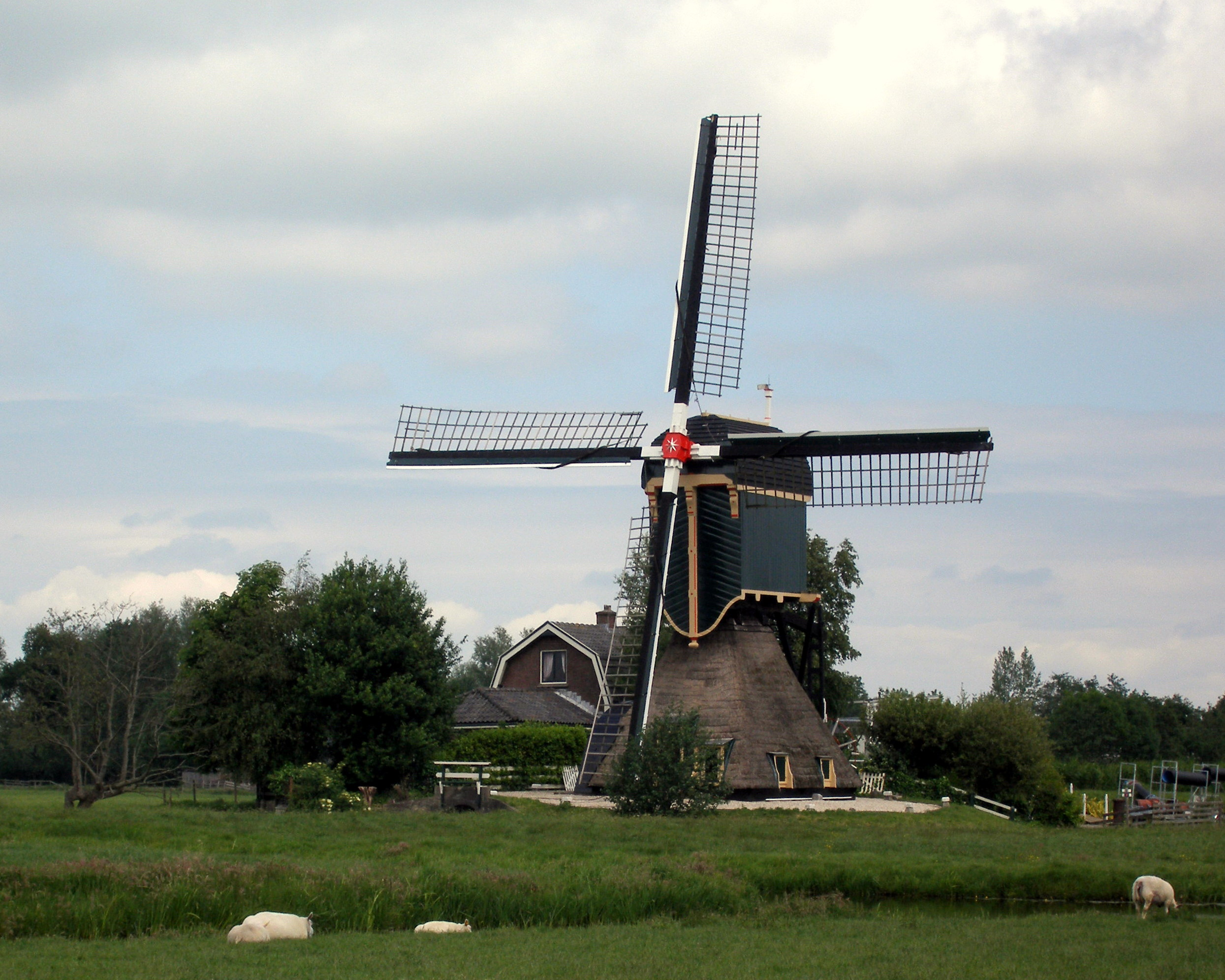
De Kockengense Molen (1675)
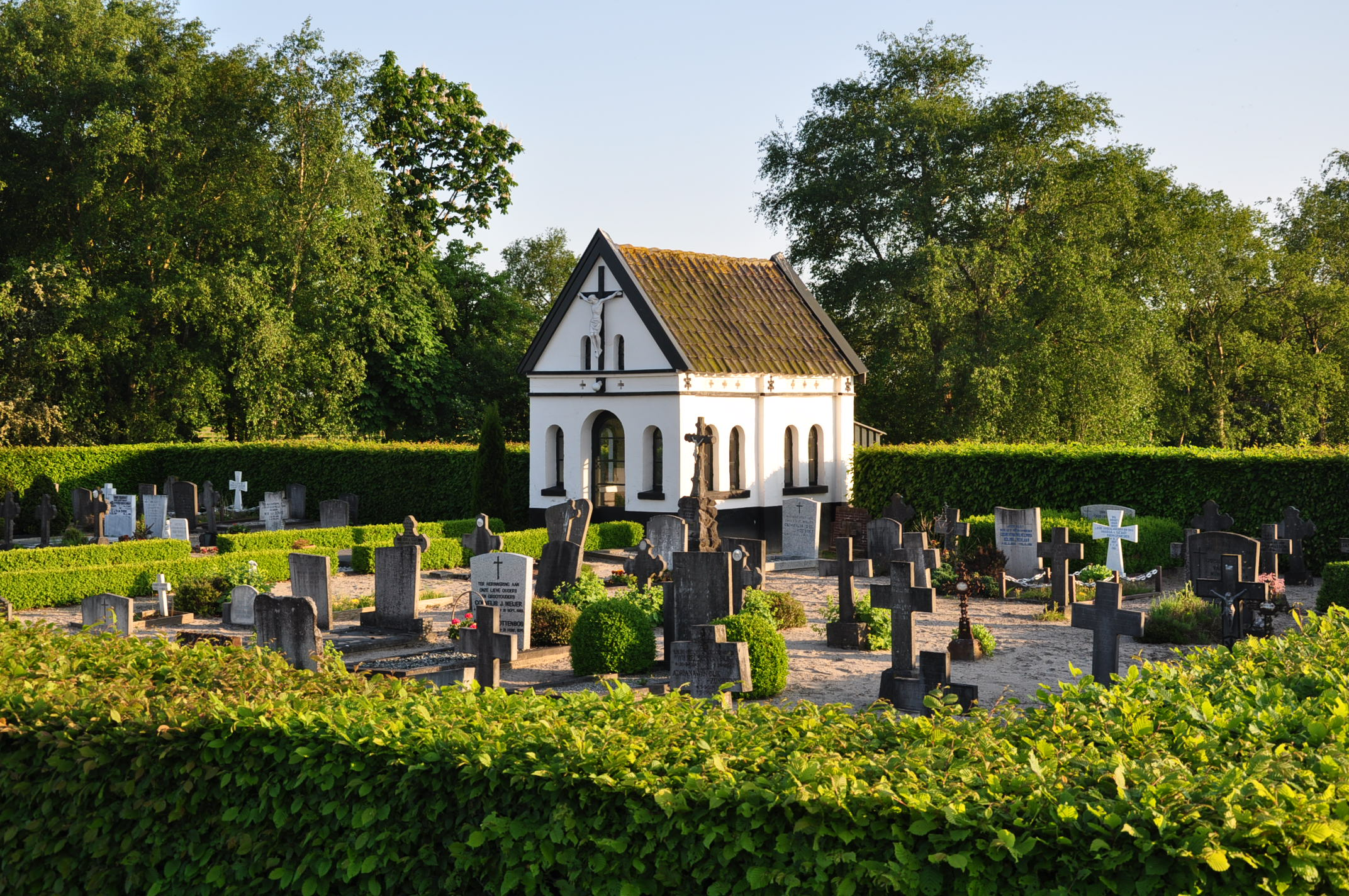
Kerkhof aan de Wagendijk
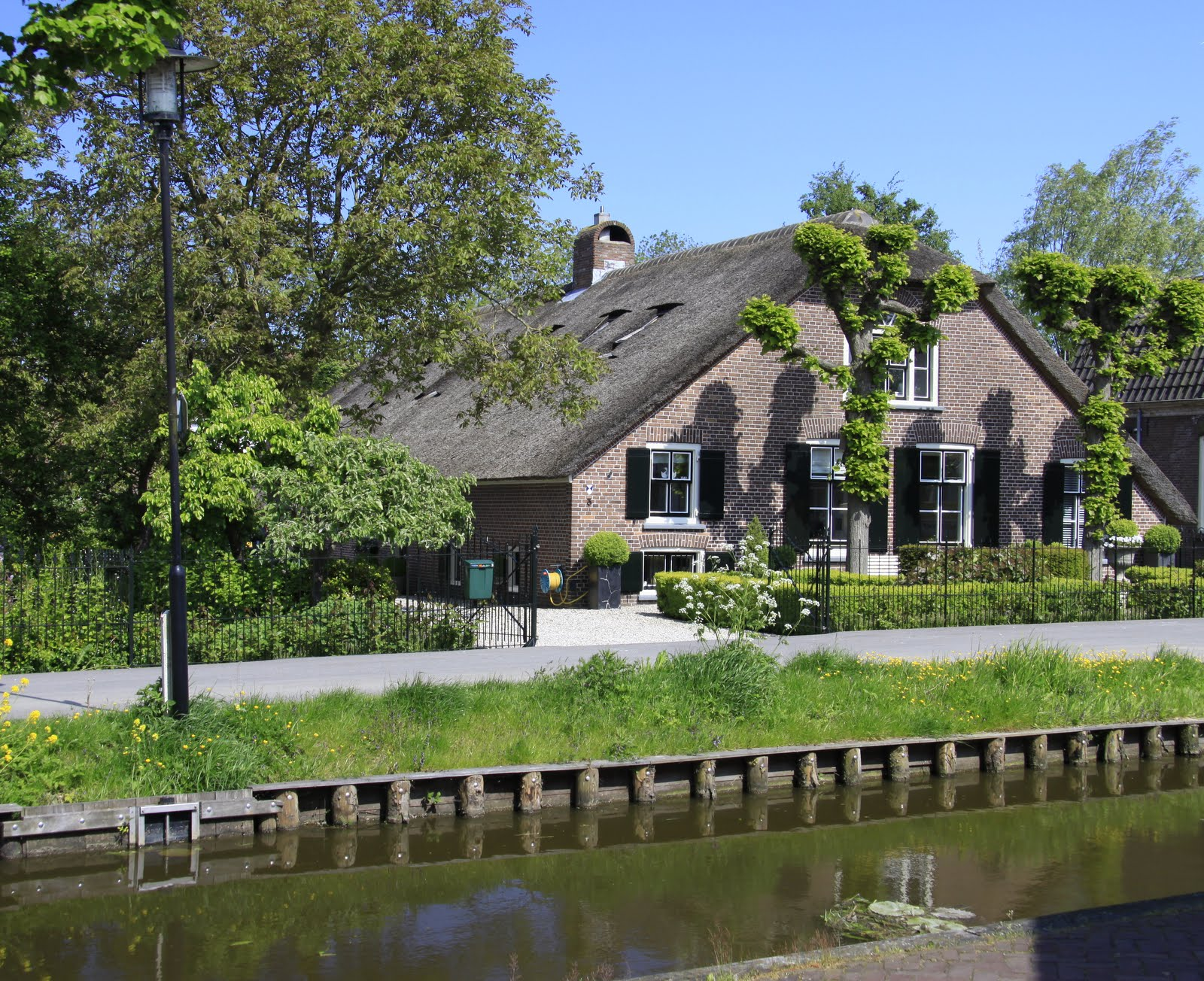
Boerderij aan de Korte Kerkweg 3 (Rijksmonument)